# 1655

## Esdeveniments
Països Catalans
Resta del món
- 25 de març - La Haia (Països Baixos): Christiaan Huygens descobreix Tità, el satèl·lit més gros de Saturn.
- Anglaterra obté Jamaica.

## Naixements
Països Catalans
- 6 de gener, Castelló de la Plana: María Egual Miguel, poeta i dramaturga valenciana (m. 1735).[1]

Resta del món
- 6 de gener, Düsseldorf, Alemania: Elionor del Palatinat-Neuburg, emperadriu d'Àustria (m.1720).[2]
- 19 de gener, Pequín, Xina: Nalan Xingde, poeta xinès (m. 1865)

- 4 de maig, Pàdua, Itàlia: Bartolomeo Cristofori, constructor d'instruments musicals italià, reconegut per inventat el piano (m. 1731).[3]
- 28 d'agost, Gènova: Lodovico Antonio Luca Adorno, jesuïta italià, missioner a la Xina (m. 1699).[4]
- Alep: Mustafà Naima, historiador otomà.

## Necrològiques
- 7 de gener, Roma: Innocenci X, Papa de l'Església catòlica entre 1644 i 1655 (n. 1574)
- 11 de setembre, Pequín (Xina): Nicolò Longobardo, jesuïta italià, missioner a la Xina (n. 1565).
- Cyrano de Bergerac, escriptor
- Utrecht: Nicolaes Knüpfer, pintor barroc de l'Edat d'Or holandesa.